# Rezerwat przyrody Zádielska tiesňava
Rezerwat przyrody Zádielska tiesňava (słow. Národná prírodná rezervácia Zádielska tiesňava) – rezerwat przyrody we wschodniej części Krasu Słowacko-Węgierskiego na Słowacji. Powierzchnia: 214,73 ha. Leży w całości w granicach Parku Narodowego Kras Słowacki.

## Położenie
Rezerwat leży na terenie katastralnym wsi Bôrka w powiecie Rożniawa oraz wsi Háj w powiecie Koszyce-okolice, w kraju koszyckim, ok. 20 km na wschód od Rożniawy i ok. 25 km na zachód od Koszyc. Granice rezerwatu obejmują obszar głębokiej doliny krasowej (Zádielska dolina, pol. Dolina Zadzielska) o charakterze wąwozu, wytworzonej przez Błotny Potok (słow. Blatný potok, też: Blatnica lub Chotárny potok) wraz z przyległymi fragmentami ograniczających go płaskowyżów: Zadzielskiego (od wschodu) i Górnego Wierchu (od zachodu).

## Historia
Rezerwat został powołany w 1954 r., nowelizacja nastąpiła w 1986 r. (Ministerstvo kultúry SSR, nr 457/1986-32, z dnia 31 stycznia 1986 r.).

## Flora
Dolina Zadzielska leży w obszarze przenikania się wpływów flory panońskiej i karpackiej. Ze względu na bardzo urozmaiconą rzeźbę terenu oraz znaczną głębokość doliny rezerwat znany jest z dużej różnorodności biocenoz (łącznie ok. 800 gatunków roślin) oraz występującej tu wyraźnie inwersji pięter roślinnych. Na chłodnym dnie doliny, na wysokości 300–400 m n.p.m. rosną gatunki górskie i subalpejskie, natomiast na jej brzegach, na wysokości 600–700 m n.p.m. liczne gatunki ciepłolubne i kserofilne. Na dnie kanionu spotkamy więc rosnące na naturalnych stanowiskach takie drzewa, jak świerk pospolity, modrzew europejski, sosna pospolita czy wierzba śląska, podczas gdy 300 metrów wyżej, na ograniczającym go płaskowyżu, występuje licznie ciepłolubny dąb omszony.
Z rzadkich lub zagrożonych gatunków rosną tu m.in.: pępawa Jacquina (Crepis jacquinii Tausch), urdzik węgierski (Soldanella hungarica Simk.), traganek (Astragalus vesicarius subsp. albidus), pszczelnik austriacki (Dracocephalum austriacum L.), aster alpejski w odmianie łysej (Aster alpinus subsp. glabratus (Herbich) Dostál), powojnik alpejski (Clematis alpina (L.) Mill.), mokrzyca modrzewiolistna (Minuartia kitaibelii (Nyman) Pawł.), gęsiówka alpejska (Arabis alpina L.), paproć języcznik zwyczajny (Phyllitis scolopendrium (L.) Newman), pluskwica europejska (Cimicifuga europaea Schipcz.). Do typowych gatunków kserotermicznych należą wężymord rakuski (Scorzonera austriaca Willd.), wężymord stepowy (Scorzonera purpurea L.), smagliczka skalna (s. Arduina; Aurinia saxatilis (L.) Desv.), czosnek złocisty czy typowa dla południowej Europy bylina perłówka orzęsiona. Na północnej granicy występowania rośnie tu tojad południowy.

## Fauna
Ze ssaków drapieżnych występują tu ryś, żbik, borsuk, a także kuna leśna i kamionka. Do najmniejszych spotykanych tu ssaków należy ryjówka górska. W jaskiniach i załomach skalnych żyją nietoperze, m.in. podkowiec duży i podkowiec południowy. Występuje tu również bogata awifauna. Na skalnych ścianach gniazduje sokół wędrowny, a na niedostępnych drzewach raróg zwyczajny, bocian czarny, a czasem również orzeł cesarski. Regularnie spotykane są gatunki górskie: kruk i orzechówka.
Z terenu rezerwatu znane są endemiczne chrząszcze Duvalius bokori i Othiorhynchus roubali.
Rezerwat jest jednym z najbogatszych w gatunki stanowisk ślimaków w środkowej Europie. Występuje tu m.in. charakterystyczna dla terenów krasowych wałkówka paskowana (Zebrina detrita Mill.) i endemiczny gatunek z rodziny świdrzykowatych Alopia clathrata.

## Cel ochrony
Rezerwat został powołany w celu ochrony wielkiego, klasycznie wykształconego wąwozu krasowego z bogato urzeźbionymi, skalnymi ścianami sięgającymi wysokości 300 m, z wycinającym go potokiem spływającym systemem kaskad i wodospadów, z wieloma jaskiniami krasowymi oraz z licznymi formami krasu powierzchniowego na skrajach ramujących go płaskowyżów, wraz z wykształconymi na ich terenie zbiorowiskami roślinnymi z licznymi gatunkami reliktowymi i endemicznymi oraz zamieszkującymi je gatunkami fauny, cennych z punktu widzenia naukowego i estetycznego.

## Turystyka
Przez teren rezerwatu, dnem doliny, biegnie czerwono znakowany  szlak turystyczny ze stacji kolejowej Dvorníky-Zádiel do jej rozwidlenia przy dawnej Zádielskiej chacie i dalej na zachód na Bôrčanské sedlo. Skrajem Płaskowyżu Zadzielskiego, po wschodniej stronie doliny, biegnie niebiesko znakowany  szlak z miejscowości Turňa nad Bodvou do wspomnianego rozwidlenia doliny przy Zádielskiej chacie. Od tejże chaty w dół doliną do miejscowości Zádiel, a następnie wschodnim skrajem Płaskowyżu Zadzielskiego – w większości wzdłuż wymienionego wyżej szlaku niebieskiego – wiedzie trasa otwartej już w 1977 r. przyrodniczej ścieżki dydaktycznej (długość 6 km, 8 paneli informacyjnych, czas przejścia 3,5 – 4 godz.).